# Kepler-23c
Kepler-23c es un exoplaneta que orbita a la estrella Kepler-23, localizada en la constelación de Cygnus. Fue descubierto por el Telescopio Espacial Kepler en enero de 2012.